# Simone Angel
Simone Angel, pseudoniem van Simone Engeln (Woerden, 25 december 1971), is een Nederlandse voormalig televisiepresentatrice.

## Loopbaan
Engeln groeide op in Enschede en verhuisde na de middelbare school aan Het Stedelijk Lyceum Enschede naar Londen, waar ze werd aangenomen bij MTV en de jongste vj werd. Ze presenteerde als Simone Angel negen jaar programma's bij MTV Europe, onder andere het danceprogramma MTV's Party Zone. Daarnaast presenteerde ze ook op dancefeesten en grote festivals over heel Europa in die periode.
Medio 1993 presenteerde ze het laatste seizoen van Countdown voor de publieke omroep Veronica, vanaf september 1996 presenteerde ze De Heetste Plekjes voor SBS6 en in 2000 zat ze in de jury van de Duitse versie van Popstars bij de zender RTL II.
Naast presenteren heeft Simone Angel ook gezongen: in 1991 bracht ze het nummer When Love Rules the World uit, twee jaar later gevolgd door de single Let This Feeling. Beide nummers waren bescheiden hitjes in een aantal landen, maar niet in Nederland. In 1994 probeerde ze met Walk On Water haar zangcarrière verder uit te bouwen, maar de single flopte en daarna eindigde haar zangcarrière. In 2000 scoorde ze onverwacht nog een hitje in Nederland met het nummer Contact.

## Privé
Ze is getrouwd met de Engelse ex-profvoetballer Andy Hunt en in 2001 verhuisden ze samen met hun twee zonen naar Belize. Tussen 2007 en 2010 woonden zij tijdelijk op Aruba.
Met haar man runt ze een reisbureau voor avontuurlijke reizen in Belize, en zij exploiteren vakantiehuizen en een manege. Ook is ze  online actief met een podcast genaamd Party Zone Revisited.

## Trivia
- In de clip Even Better Than the Real Thing van de Ierse band U2 bevindt zich een fragment van enkele seconden waarin een jonge Simone Angel een aankondiging voor MTV doet.
- In 2023 stond ze centraal in een aflevering van het programma Het mooiste meisje van de klas.[5]